# 泰國2019冠狀病毒病疫苗接種計劃
泰国的2019冠状病毒病疫苗接种计划主要介紹泰国2019冠狀病毒病疫苗的接种进度。

## 疫苗应用
| 疫苗           | 疫苗类型       | 研发机构               | 研发国家       | 剂量 | 状况     |
| -------------- | -------------- | ---------------------- | -------------- | ---- | -------- |
| 辉瑞－BioNTech | mRNA疫苗       | BioNTech、辉瑞制药     | 德国、美国     | 2剂  | 使用中   |
| 牛津－阿斯利康 | 腺病毒载体疫苗 | 牛津大学、阿斯利康制药 | 英国           | 2剂  | 使用中   |
| 科兴           | 灭活疫苗       | 科兴生物               | 中华人民共和国 | 2剂  | 停止使用 |

## 历史

### 2021年
泰國政府於2021年6月宣布通過技術分享協議，由英國阿斯利康為泰國暹羅生物科學集團（Siam Bioscience Group）提供生產技術支援，讓後者可在泰國境內生產阿斯利康疫苗，並於6月內交付600萬劑疫苗，並計劃供應予東南亞各國。
泰國衛生部在2021年7月12日表示，由於完成接種兩劑中國科興克爾來福疫苗的醫護人員仍有超過六百人確診，已有一名護士死亡，另一重症者目前情況危急，而且科興疫苗對近期流行的變種病毒保護效力不足。朱拉隆功大學的研究顯示相比兩劑都是注射科興疫苗的人群，第二劑接種阿斯利康疫苗的人群能夠將免疫力提升8倍，但比兩劑都接種阿斯利康疫苗的人群略低，因此衛生部宣布將會把中國科興疫苗與阿斯利康疫苗混打，以彌補科興疫苗對變種病毒保護力的不足，泰國因而成為全球首個宣布將中國疫苗與歐美疫苗混打的國家。

## 登记方式
- 通过泰国卫生部开发的应用程序登记接种疫苗。

## 相关争议
- 泰國過度僵化的接種流程，註冊系統問題頻出，還需要经过繁複流程才能預約疫苗接種而掀起一波美國疫苗旅遊，專程前往美國施打辉瑞疫苗。

## 备注
1. ↑  2021年11月18日，泰国卫生部宣布在现有库存用完后停止使用科兴疫苗。[2]